# Aluinvent DVTK Miskolc
Il Aluinvent DVTK Miskolc è una società di pallacanestro femminile con sede a Miskolc in Ungheria.

## Storia
Nella sua storia ha vinto quattro coppe ungheresi.

## Palmarès
- Coppa d'Ungheria femminile: 4

1993, 1994, 2016, 2022